# Georges-Jacques Gatine
Georges-Jacques Gatine (Caen, 30 août 1773 - Paris, 29 janvier 1848) est un graveur français.
Gatine a travaillé en particulier, avec le dessinateur Louis-Marie Lanté et collaboré au Journal des dames et des modes  de La Mésangère.
Il meurt à Paris le 29 janvier 1848 et est inhumé le surlendemain au cimetière du Montparnasse.